# علوم و فناوری اطلاعات
پژوهشنامه پردازش و مدیریت اطلاعات < Journal of Information Processing & Management >(علوم و فناوری اطلاعات سابق)، از پرسابقه‌ترین نشریات حوزهٔ علوم کتابداری و اطلاع‌رسانی در ایران به‌شمار می‌آید که از سال ۱۳۵۱ تاکنون (به استثنا یک وقفه ۶ ساله در فاصله سال‌های ۱۳۷۱–۱۳۶۵)، منتشر می‌گردد.
نخستین شمارهٔ این نشریه با نام «نشریهٔ فنی مرکز مدارک علمی» در مهرماه سال ۱۳۵۱ منتشر گردید و انتشار آن با تغییر نام به «فصلنامهٔ علوم اطلاع‌رسانی» و «فصلنامه علوم و فناوری اطلاعات» و در نهایت از سال ۱۳۹۰ با نام پژوهشنامه پردازش و مدیریت اطلاعات ادامه یافت.
همان‌گونه که از عنوان مجله برمی‌آید، به شکل «فصلنامه» منتشر می‌گردد. شماره استاندارد بین‌المللی پیایندهای فصلنامه ۵۲۰۶–۱۷۳۵ است. هم‌اکنون دکتر سیدرحمت‌الله فتاحی سردبیری فصلنامه را برعهده دارند.
اساسی‌ترین هدف این نشریه، تبادل یافته و دستاوردهای پژوهشی در حوزه اطلاعات و اطلاع‌رسانی و ایجاد بستری مناسب جهت انتشار گزارش پژوهش‌هایی در حوزه‌های کتابداری و اطلاع‌رسانی، فناوری اطلاعات و علوم اطلاعات است. این فصلنامه توسط پژوهشگاه علوم و فناوری اطلاعات ایران (ایرانداک) منتشر می‌گردد.